# Valsa paulowniae
Valsa paulowniae är en svampart som beskrevs av Miyabe & Hemmi 1916. Valsa paulowniae ingår i släktet Valsa och familjen Valsaceae.   Inga underarter finns listade i Catalogue of Life.